# 卡纳克人
卡纳克人（法語：kanak；1984年之前拼写作）是新喀里多尼亞的原住民，也是美拉尼西亚人的一支。卡纳克人會說多种南島語系語言。根据2019年人口普查，卡纳克人占新喀里多尼亚总人口的41.2%，人數约為112,000人。
許多卡纳克人支持新喀里多尼亞獨立。1967年，新喀里多尼亞爆发独立运动，但獨立運動最終失敗。1984年，新喀里多尼亞独立运动再次兴起，卡纳克人要求新喀里多尼亞彻底摆脱法国的统治。1989年，法国总统弗朗索瓦·密特朗決定在新喀里多尼亚首府努美阿建立一个卡纳克人文化中心。 